# Protaphis
Protaphis är ett släkte av insekter. Protaphis ingår i familjen långrörsbladlöss.

## Dottertaxa tillProtaphis, i alfabetisk ordning[1]
- Protaphis afghanica
- Protaphis alexandrae
- Protaphis alhagii
- Protaphis amurensis
- Protaphis anthemiae
- Protaphis anthemidis
- Protaphis anuraphoides
- Protaphis artemisiae
- Protaphis bimacula
- Protaphis carlinae
- Protaphis carthami
- Protaphis centaurea
- Protaphis chondrillae
- Protaphis delottoi
- Protaphis echinopsis
- Protaphis elatior
- Protaphis elongata
- Protaphis filaginea
- Protaphis flaviovis
- Protaphis fluviovis
- Protaphis formosana
- Protaphis hartigi
- Protaphis ignatii
- Protaphis kenanae
- Protaphis knowltoni
- Protaphis middletonii
- Protaphis pseudocardui
- Protaphis scorzonerae
- Protaphis sonchi
- Protaphis terraealbae
- Protaphis terricola